# هوجو توکیسوکه
هوجو توکیسوکه (به ژاپنی: 北条時輔); ۲۱ ژوئن ۱۲۴۸ – ۱۵ مارس ۱۲۷۲) سیاستمدار، و برادر بزرگتر و ناتنی هوجو توکیمونه، هشتمین شیکن (معاون شوگون) از شوگون‌سالاری کاماکورا در ژاپن بود.
وی به عنوان پسر ارشد هوجو توکی‌یوری از همسر غیراصلی وی کاماکورا متولد شد. سه سال بعد در سال ۱۲۵۱، برادر وی هوجو توکیمونه از همسر اصلیِ توکی‌یوری که دختر موری سوئه‌میتسو از خاندان موری بود متولد شد.
وی ابتدا در مقام گوشو در خدمت ششمین شوگون شاهزاده مونه‌تاکا بود. پس از آمدن به پایتخت وی عهده‌دار ریاست «می‌نامی‌کاتا» بخش جنوبی روکوهارا تاندای شد و وظیفه وی حفظ امنیت و ارتباط با امپراتور و دربار در کیوتو بود. اما در شورش ماه دوم به اتهام شورش به دستور برادرش هوجو توکیمونه کشته شد.

## شورش ماه دوم
در ماه دوازدهم سال ۱۲۷۱ هوجو یوشیمونه رئیس بخش شمالی روکوهارا تاندای شد. در ۹ ماه دوم سال ۱۲۷۲ وی به همراه رئیس بخش جنوبی روکوهارا تاندای، به عیادت امپراتور گو-ساگا که در حال مرگ بود، به کاخ فرعی امپراتور در ساگانو در کیوتو رفتند. در روز یازدهم همان ماه در کیوتو هوجو توکی‌آکی و هوجو نوری‌توکی در هنگام شورش کشته شدند. چهار روز بعد در روز پانزدهم توکیسوکه نیز به اتهام شرکت داشتن در شورش به دستور نابرادری خود مورد تعقیب رئیس بخش شمالی روکوهارا تاندای، هوجو یوشیمونه قرار گرفت و کشته شد. در زمان مرگ ۲۵ سال داشت.
کشته شدن وی به دستور هوجو توکیمونه در راستای تصفیه نیروهای مخالف احتمالی توکوسو (شاخه اصلی خاندان هوجو) قبل از حمله مغول به ژاپن و استقرار بیش از پیش یکه‌سالاری خاندان هوجو ارزیابی می‌شود.